# Saint-Marc-à-Loubaud
 Saint-Marc-à-Loubaud  es una comuna (municipio) de Francia, en la región de Lemosín, departamento de Creuse, en el distrito de Aubusson, en el cantón de Gentioux-Pigerolles.
Su población en el censo de 1999 era de 122 habitantes.
Está integrada en la Communauté de communes du Plateau de Gentioux .

## Demografía
| 130 | 166 | 134 | 107 | 91 | 122 |
| Para los censos de 1962 a 1999 la población legal corresponde a la población sin duplicidades (Fuente: INSEE [Consultar]) |     |     |     |    |     |